# Ortles
El Ortles (en italiano; en alemán se llama Ortler) es, con 3.905 m s. n. m., la montaña más alta de los Alpes orientales fuera de la cordillera Bernina. Es el pico principal de la sierra Ortler. Es el punto más alto de los Alpes calizos meridionales, de la región italiana de Trentino-Alto Adigio, de todo el Tirol y, hasta 1919, del Imperio austrohúngaro. En alemán la montaña es habitualmente referida como el "König Ortler" (Rey Ortler), como en el himno no oficial del Tirol meridional, el Südtirollied.

## Geografía
La maciza montaña está cubierta por un glaciar en el flanco noroeste que acaba en el pueblo de Gomagoi y separa los valles de Trafoi y Sulden. La cresta sur lleva al Hochjoch (3.527 m) en la cresta principal de los Alpes Ortler que forma la frontera de la provincia de Sondrio y Tirol meridional. Yendo al oeste por esta cresta principal está el Thurwieser Spitze (3.652) y el Muro Trafoier (3.565 m), mientras que al sureste se encuentra el Monte Zebrù (3.740 m) y el majestuoso Königspitze (3.859 m). Desde las montañas cercanas en el noreste el impresionante perfil de Königspitze, Zebru y Ortler es conocido como "das Dreigestirn" (los tres cuerpos celestiales) .

## Primer ascenso

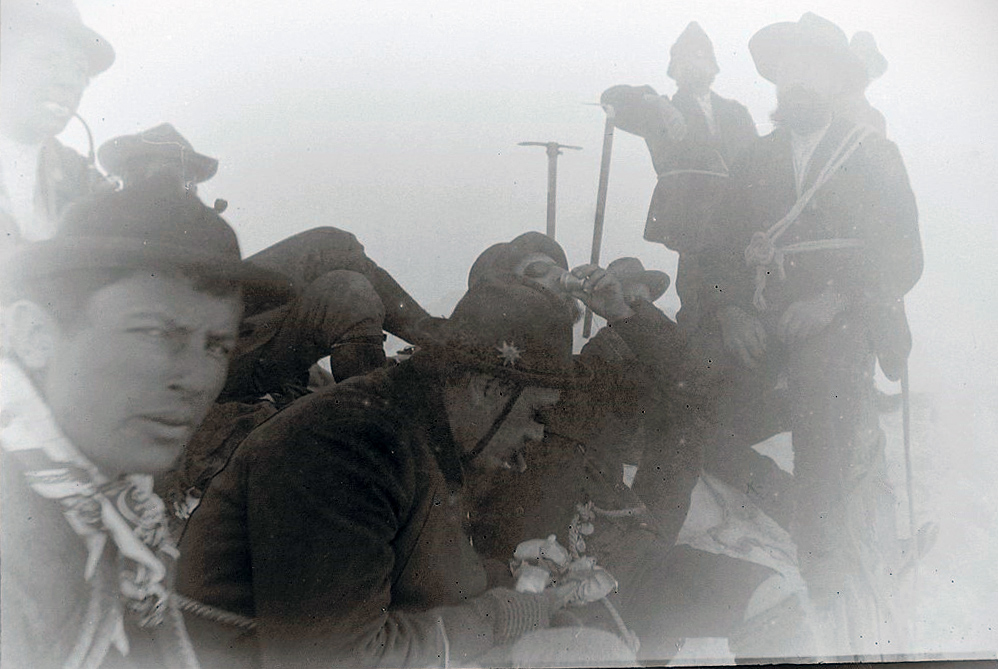
Montañeros austríacos en la cima del Ortler en Tirol del Sur.

El Ortles se ascendió por vez primera por Josef Pichler ("Pseirer-Josele"), un cazador de rebecos procedente de St. Leonhard en Passeier, y sus compañeros Johann Leitner y Johann Klausner procedentes de Zell am Ziller el 27 de septiembre de 1804. El ascenso había sido una petición del Archiduque Juan de Austria, quien sentía fuertemente que después del primer ascenso del Großglockner (3.798 m) en 1800, la montaña más alta en el imperio de su hermano debía también ascenderse. El archiduque ordenó a Johannes Nepomuk Gebhard, un "oficial de montaña" y topógrafo desde Salzburgo, para ascender la montaña con vecinos del lugar. Los primeros cinco intentos fueron fallidos y Gebhard estaba preparado para abandonar, cuando Pichler respondió al premio en dinero ofrecía alcanzar el pico. Pichler y sus amigos tomaron una ruta difícil y que, debido al peligro de avalanchas, no se usaba hasta recientemente, sobre la cara noroeste desde Trafoi (la ruta ha sido reabierta en 2004 ).
A su regreso, no se creyó a los hombres. Gebhard envió a Pichler dos veces más a la montaña, en agosto de 1805 con una bandera que pudo ser observada con un telescopia desde el valle, en septiembre de 1805 con una enorme antorcha. Solo después de que la antorcha ardiera por la noche fue reconocido el logro. La ruta que tomaron Pichler y sus hombres (dos hermanos llamados Hell y un cazador de nombre desconocido desde Langtaufers) llevó en 1805 fue el corrientemente aún popular cresta esta ruta ("Hintergrat", literalmente "cresta-trasera"). En 1834, a los 70 años de edad, Pichler haría su quinto y último ascenso, guiando al profesor Karl Thurwieser hasta la cumbre, un montañero destacado por el que el cercano Thurwieser Spitze recibió su nombre y quien ascendió por vez primera el Hoher Dachstein ese mismo año.

## Primera Guerra Mundial

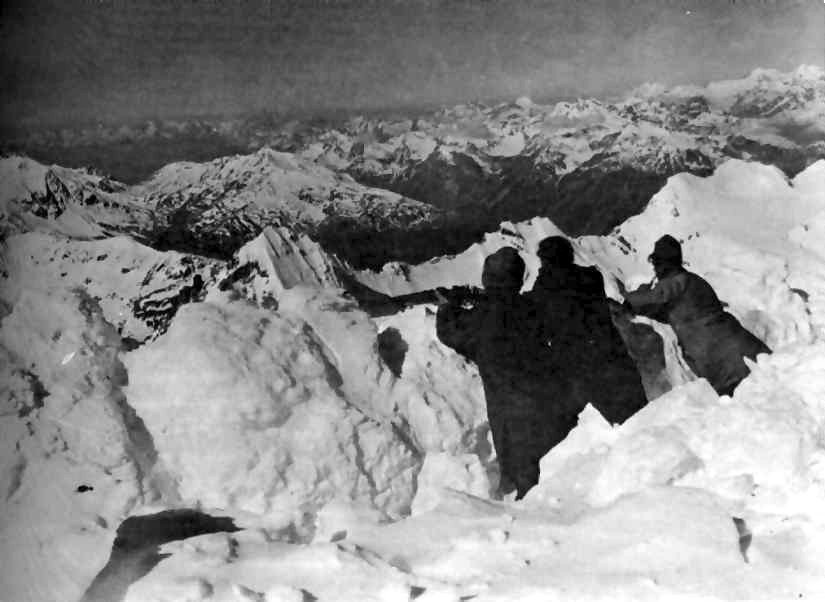
La trinchera más alta de la historia cerca del pico Ortler, 1917 a 3850 m.

Los Alpes Ortles fueron el principal campo de batalla entre las tropas austriacas e italianas en la Primera Guerra Mundial, al estar en la frontera entre Italia y el Imperio austriaco. La ventaja del punto más alto era muy importante. Las tropas austriacas habían ocupado rápidamente los picos más altos, y la principal pretensión de las tropas italianas durante cuatro años fue desalojarlos de estas posiciones. A mediados de los noventa, un guía de montaña descubrieron dos piezas de artillería que habían sido colocadas muy cerca de la cumbre del Ortles y que habían quedado ocultos por la nieve desde entonces. El descubrimiento se mantuvo en secreto hasta el 200.º aniversario del primer ascenso en el año 2004. Los cañones actualmente están expuestos en un museo de Trafoi.